# Alfonso Reyes

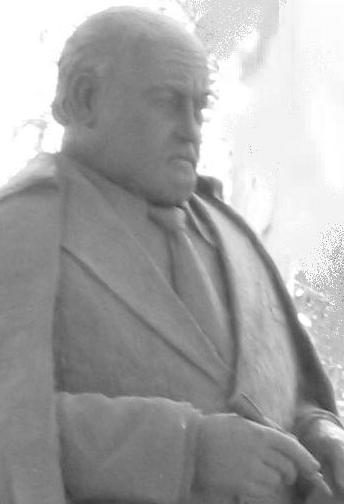
Staty av Alfonso Reyes.

Alfonso Reyes, född 17 maj 1889 i Monterrey, död 27 december 1959 i Mexico City var en mexikansk författare, litteraturkritiker och diplomat. Han är  ansedd som en av de främsta inom mexikansk litteratur under 1900-talet.